# 2. zongoraverseny (Liszt)
Liszt Ferenc 2., A-dúr zongoraversenyének kompozíciós munkálatai (amibe több átdolgozás is beletartozik) 1839 és 1861 között folytak. Bemutatója 1857-ben volt Weimarban, ahol Liszt vezényelt, a zongoraszólót tanítványa, Hans von Bronsart játszotta. A koncert műjegyzékszáma: S.125.

## A mű születése
Liszt 1848-ban került Weimarba udvari karmesternek, a fárasztó koncertezéstől pedig visszavonult. Itt, a zenekar élén nyílt lehetőséget arra, hogy kitapasztalja a zenekar és a hangszerek jellegzetességeit, itt születtek legfontosabb szimfonikus művei, és itt írta első fontos zongoraversenyeit is, pedig már az 1830-as évektől foglalkoztatta zongorakoncert gondolata. 1830-ban készültek Malédiction (Átok) című versenyművének vázlatai, amit vonósegyüttes kíséretével tervezett, de csak később fejezett be (életében nem is adták elő, és nem adták ki sem). 1830-ban jegyezte le Esz-dúr zongoraversenyének első vázlatait is, amit szintén csak Weimarban komponált készre.
Az A-dúr zongoraverseny tulajdonképpen hamarabb készült el, mint az Esz-dúr koncert, de mivel azt mutatták be előbb, az kapta az első sorszámot, az A-dúr koncert pedig a másodikat. Liszt 1839-ben kezdte versenyműve komponálását, ebben az évben készültek első vázlatai. Jó szokásához hűen ezt a művét is rendre elővette, átdolgozta (1849, 1853, 1861); így ebből a zongoraversenyből összesen négy változat létezik.
A zongorakoncert bemutatója 1857. január 7-én volt a weimari udvari színházban, a szólót Liszt tanítványa, Hans von Bronsart játszotta, Liszt pedig vezényelt. Nyomtatásban 1863-ban jelent meg a Schott kiadónál, ajánlása Hans von Bronsartnak, a bemutató zongoristájának szólt. Érdekesség, hogy a versenymű második bemutatóján, 1858. március 11-én Prágában, az akkor 17 éves Carl Tausig aratott sikert a darab előadásával.
Liszt 1859-ben készített a versenyműből egy kétzongorás átiratot is (S.651).

## A zene
Lisztnek ez a versenyműve – sok más kompozíciójához hasonlóan – rejtetten többtételes. Az A-dúr zongoraverseny a hallgató számára egytételes, valójában egyes jellegzetes szakaszai betöltik a hagyományos tételtípusok funkcióját. Ebben a műben a klasszikus rondó elemei élnek tovább, a fő- vagy rondótéma négyszer, négy különféle alakban tér vissza. A ciklikus forma tételei közül a másodszor feltűnő rondótéma előtti rész például a scherzónak, majd maga másodszori rondótéma-szakasz a lassú tételnek, végül a visszatérése a befejező tételnek, a finálénak felel meg.
A versenymű korai változatának a címe még „concert symphonique”, azaz szimfonikus koncert volt. Ezért van az, hogy a zongora itt nem kap olyan meghatározóan szólisztikus szerepet, mint az Esz-dúr koncertben. Sajátos a mű abból a szempontból is, hogy maga a rondótéma is szimfonikus fogantatású. Ennek a főtémának a későbbiekben két önálló hangulatú, szerepű momentuma jelenik meg: az egyik harmonikus, a másik melodikus jellegű.
Az A-dúr zongoraverseny szakaszai:
1. Adagio sostenuto assai – Allegro agitato assai
A versenymű elején a lírai főtémát a fuvolák, a klarinétok és a fagottok szólaltatják meg visszafogott dinamikával, majd a zongora is bekapcsolódik, de mielőtt átvenné, először csak finoman körbejárja a témát. A hangszerelés lágy, bensőséges. Az első szakasz anyaga a főtémából keletkezik, ezen kívül csak egy rövid, olaszos dallam szólal meg a kürtön. Egy rövid zongorakadencia után, mintegy kontrasztként a lírai szakaszra, egy erőteljes, a mély regiszterben ritmizáló dallam ismétlődik makacsul, a jobb kéz feszes, éles pontozású motívumot játszik. A zenekar bekapcsolódása után 6/8-os lüktetésű rész következeik, hatalmas hangerő- és tempóbeli fokozással. A szakasz üstdobütésekkel segített dinamikus résszel ér véget.
2. Tempo del Andante – Allegro moderato
Az új szakaszban (a hagyományos tételbeosztás szerinti lassú tételben) hirtelen minden csendes, álomszerű lesz, a zongora néhány finom üteme után a zenekar következik, megszólal a főtéma a csellón, fölötte a zongora lágy szólama. Azután az oboán és a zongorán halljuk a dallamot. A versenymű legköltőibb, legfinomabb része szép zongorafutamokkal ér véget.
3. Allegro deciso – Marziale un poco meno allegro
A kidolgozásszerű középső szakasz erőteljes résszel indul, melyben a komponista a főtémával kontrasztáló motívumokkal dolgozik. A zongora határozott, kemény akkordokat játszik, a zenekar pedig kiegészül a harsogó rézfúvókkal. A zongora ebben a szakaszban a főtémát idézi és komoly szólisztikus szerepet kap, a tétel jellege igazán zongoraverseny-szerű. Erőteljes, diadalmas, szenvedélyes hangzású rész.
4. Un poco meno mosso (tempo rubato)
Ismét egy finom, csendes részlet következik, ami rövid zongorakadenciával indul, majd azzal is zárul. Maga a szakasz is rövid, amely lírai módon zárulva a felkészülést biztosítja az elkövetkező robusztus fináléhoz.
5. Allegro animato – Stretto (molto accelerando)
A két percnél is rövidebb befejező szakasz a zongora gyöngyöző játékával indul, de csakhamar bekapcsolódik a zenekar is, és hatalmas cintányér ütésekkel harsány indulóvá alakul a – darab elején, illetve eddigi részeiben egyébként líraiként megmutatkozó – főtéma. Liszt ezeket a hatásvadásznak is nevezhető befejezéseket Wittgenstein hercegné hatására alkalmazta, aki szerette az ilyen harsány-hatásos finálékat. A koncert ennek megfelelően harsány tuttival, mintegy harci indulóként ér véget.
A zenekar hangszer-összeállítása: három fuvola (esetenként a harmadik piccolo is), két oboa, két klarinét, két fagott, két kürt, két trombita, három harsona, tuba, üstdob, cintányér, vonósok. Előadása általában 20–21 percet vesz igénybe.
Liszt az A-dúr zongoraversenyből készített egy kétzongorás átiratot is (S.651, 1859).